# Barranc de Castellet
El Barranc de Castellet, també anomenat Riera de Castellet és un curs fluvial al terme de Reus, a la comarca catalana del Baix Camp.
La gent també n'hi diu de Castellets, en plural. Es forma de la unió de les rieres del Molinet, de la Beurada i de la Quadra i se la comença a conèixer amb el nom de Castellet des del Mas de Sunyer per avall, quan entra a la partida de Castellet. La unificació de rieres ha portat en un tram de més amunt, el nom de Riera del Mas de Sostres. Travessa per sota la carretera de València i la via de Tarragona i va cap al camí de Castellet, amb el que es confon, penetra al terme de La Canonja i dins del polígon sud del Complex petroquímic de Tarragona s'ajunta amb la Riera de la Boella o de la Selva i que fa cap al mar al port de Tarragona, vora el Pantalà.